# Courties
Courties é uma comuna francesa na região administrativa de Occitânia, no departamento de Gers. Estende-se por uma área de 6,02 km². Em 2010 a comuna tinha 53 habitantes (densidade: 8,8 hab./km²).